# Sant Pere dels Cremadells
Sant Pere dels Cremadells és una capella privada del Mas dels Cremadells, transformat en veritable castell el segle xvii, del terme comunal de Sant Llorenç de Cerdans, a la comarca del Vallespir (Catalunya del Nord).
Està situada a la masia dels Cremadells, al nord-est de la vila, al nord-oest del Mas del Noell i al sud-est del Mas Clols i del Mas del Palomer. L'ermita és a una certa distància al nord de la masia dels Cremadells.
L'ermita, d'una sola nau, amb campanar d'espadanya damunt de la façana del sud-oest, és actualment en ruïnes.